# Vartan Malakian

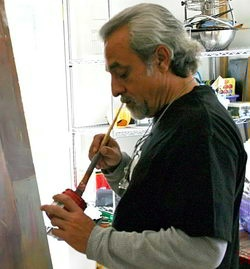
Vartan Malakian

Vartan Malakian (ur. 14 lutego 1947 w Iraku) – ormiański malarz i tancerz. 
W 1975 roku wyjechał do Stanów Zjednoczonych, gdzie w tym samym roku urodził mu się syn - Daron (wokalista i gitarzysta zespołu System Of A Down). Po narodzinach syna artysta kontynuował zajęcia artystyczne. Zaczął wykładać przy uczelni w Glendale taniec. W 1993 Malakian otworzył galerie swoich dzieł sztuki. Jest autorem wszystkich rysunków znajdujących się na dwóch ostatnich płytach System Of A Down (Mezmerize i Hypnotize).